# Chichén Itzá

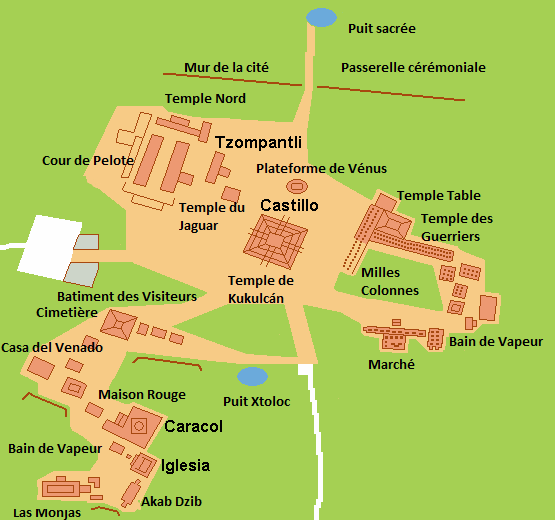
Chichén Itzá

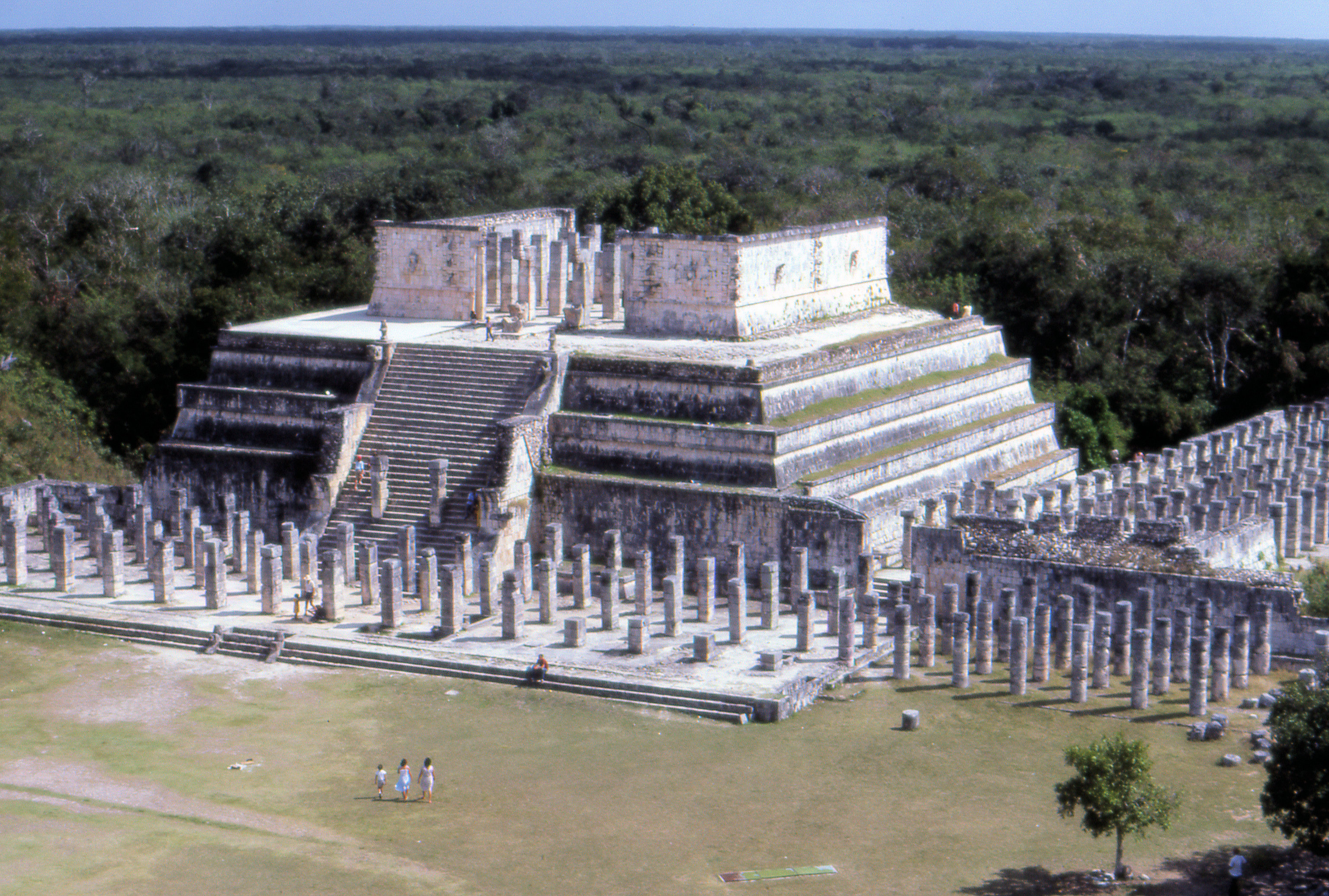
Tempel van de krijgers

Chichén Itzá was een van de belangrijkste steden van de Maya's, en hier bevindt zich de piramide van Kukulcán. Het is gelegen ten westen van Vallodolid op het schiereiland Yucatán in Mexico. Het staat op de werelderfgoedlijst van UNESCO.
De stad lag in het noorden van de Mexicaanse staat Yucatán en werd pas laat in de geschiedenis van de Maya's belangrijk in de 10e eeuw. Volgens de legendes werd de stad in 987 gesticht door Topiltzin Ce Acatl Quetzalcoatl, de legendarische koning van Tula (Tollan), maar vermoedelijk is de stad al ouder en werd hij in 987 veroverd door Topiltzin. Hij zou in Tula zijn onttroond door zijn slechte broer Tezcatlipoca en naar het oosten zijn getrokken, volgens een van de legendes over zee naar Yucatán. Volgens Yucateekse documenten uit de koloniale tijd kwam Kukulcán (slang-Quetzal of 'gevederde slang') naar Chichen Itza en nam hij zijn grote kennis van met name de kunsten en geneeskunst mee. Hij introduceerde verder de cultuur van Tula. De 'indringers' in Chichen Itza waren waarschijnlijk verdreven Tolteken uit Tula.
In deze tijd eindigde de Klassieke Tijd van de Maya en veel van de steden van het zuiden kwamen leeg te staan. Het oude ahauschap had afgedaan. In Chichén Itzá werd daarom een andere staatsinrichting gehanteerd die meer op collectief leiderschap neerkwam. Bovendien stond de staat meer open voor het burgerschap van mensen uit andere streken die veroverd werden en zo werd Chichén Itzá het centrum van een groter rijk dan de Maya's tot dusver gekend hadden. Vanaf eind 10e eeuw was Chichen Itza de belangrijkste stad van Yucatán.
De architectuur combineert elementen van de klassieke periode van de Maya's, de Puuc-stijl en nieuwe Tolteekse invloed.
Chichén Itzá ligt niet ver van de rand van de oude krater van Chicxulub. Van deze beroemde krater, die gevormd is door de inslag die waarschijnlijk een eind maakte aan de dinosauriërs is aan het oppervlak niet veel te zien, behalve de cenotes, de ondergrondse poelen die in het klovenstelsel van de krater gevormd zijn. Cenote is een Spaanse verbastering van het Yucateekse dzonot, gebruikt voor ronde, natuurlijke bronnen, ontstaan door de oplossing van kalksteen.
Chichén Itzá bestaat onder andere uit:
- Nonnenklooster
- Tempel van de tafels
- El Caracol
- Het rode huis
- Cenote
- Graftombe van de hogepriester
- Markt
- Patio van duizend kolommen
- Tempel van de krijgers
- El Castillo
- Platform van Venus
- Adelaarsplatform
- Tzompantli
- Grote Balspelbaan
- Tempel van de jaguars
- Heilige cenote

## Zeven wereldwonderen
Op 7 juli 2007 werd Chichén Itzá tot een van de New7Wonders of the World gekozen. Chichén Itzá moest het opnemen tegen andere bekende monumenten, zoals de Chinese Muur en De Eiffeltoren.